# Chirap Bodievitch Tchimitdorjiev
Chirap Bodievitch Tchimitdorjiev (en russe : Ширап Бодиевич Чимитдоржиев), né le 22 août 1927 à Kichinga, aïmag de Khori (Хориин аймаг) en Bouriatie et mort le 9 janvier 2017, est un mongoliste, historien et professeur d'université russe. Il est docteur honoraire de l'Académie des sciences de Mongolie. Membre honoraire de l'Association internationale de la Mongolie. Scientifique honoré par la Russie et la Biélorussie. Il a les titres de Commandeur de l'Ordre de l'Amitié et de l'Ordre de Gengis Khan.